# Robert Coleman Richardson
Robert Coleman Richardson (26 tháng 6 năm 1937 – 19 tháng 2 năm 2013), sinh tại Washington D.C. là nhà vật lý thực nghiệm người Mỹ đã đoạt giải Nobel Vật lý năm 1996 (chung với David Lee và Douglas Osheroff, cho công trình phát hiện đặc tính siêu lỏng ở helium-3 năm 1972.

## Cuộc đời và Sự nghiệp
Richardson sinh ngày 26.6.1937 tại Washington D.C.. Ông tốt nghiệp trung học ở trường "Washington-Lee High School". Ông học tiếp ở Đại học Bách khoa Virginia, đậu bằng cử nhân năm 1958 và bằng thạc sĩ năm 1960. Sau đó ông học và nghiên cứu ở Đại học Duke, đậu bằng tiến sĩ năm 1965.
Công trình nghiên cứu của ông tập trung vào việc sử dụng Cộng hưởng từ hạt nhân để nghiên cứu các đặc tính lượng tử của chất lỏng và chất rắn trong các nhiệt độ cực thấp.
Năm 1972 Richardson, cùng với nhà nghiên cứu cấp cao David Lee và sinh viên tốt nghiệp Douglas Osheroff, làm các nghiên cứu ở "Phòng thí nghiệm Vật lý nguyên tử và chất rắn" của Đại học Cornell và đã khám phá ra đặc tính siêu lỏng ở các nguyên tử helium-3. Công trình này đã đem lại cho họ Giải Nobel Vật lý năm 1996
Hiện nay ông làm giáo sư Vật lý học ở Đại học Cornell, nhưng không còn làm việc ở Phòng thí nghiệm.

## Giải thưởng
- Giải Oliver E. Buckley của Hội Vật lý Hoa Kỳ năm 1981
- Giải Nobel Vật lý năm 1996